# Zmeura de Aur pentru cel mai prost regizor
Zmeura de Aur pentru cel mai prost regizor (engleză: Golden Raspberry Award for Worst Director) este un premiu acordat anual pentru cea mai proastă regie a unui film  lansat anul anterior. În continuare este prezentată o listă a nominalizărilor și a filmelor care au câștigat acest premiu.

## Premii și nominalizări

### Anii 1980
- 1980 Robert Greenwald pentru Xanadu
  - John G. Avildsen pentru The Formula
  - Brian De Palma pentru Dressed to Kill
  - William Friedkin pentru Cruising
  - Sidney J. Furie and Richard Fleischer pentru The Jazz Singer
  - Stanley Kubrick pentru The Shining
  - Michael Ritchie pentru The Island
  - John Trent pentru Middle Age Crazy
  - Nancy Walker pentru Can't Stop the Music
  - Gordon Willis pentru Windows
- 1981 Michael Cimino pentru Heaven's Gate
  - John Derek pentru Tarzan, the Ape Man
  - Blake Edwards pentru S.O.B.
  - Frank Perry pentru Mommie Dearest
  - Franco Zeffirelli pentru Endless Love
- 1982 Ken Annakin pentru The Pirate Movie (împărțit)
- 1982 Terence Young pentru Inchon (împărțit)
  - Matt Cimber pentru Butterfly
  - John Huston pentru Annie
  - Hal Needham pentru Megaforce
- 1983 Peter Sasdy pentru The Lonely Lady
  - Joe Alves pentru Jaws 3-D
  - Brian De Palma pentru Scarface
  - John Herzfeld pentru Two of a Kind
  - Hal Needham pentru Stroker Ace
- 1984 John Derek pentru Bolero
  - Bob Clark pentru Rhinestone
  - Brian De Palma pentru Body Double
  - John Guillermin pentru Sheena
  - Hal Needham pentru Cannonball Run II
- 1985 Sylvester Stallone pentru Rocky IV
  - Richard Brooks pentru Fever Pitch
  - Michael Cimino pentru Year of the Dragon
  - George Pan Cosmatos pentru Rambo: First Blood Part II
  - Hugh Hudson pentru Revolution
- 1986 Prince pentru Under the Cherry Moon
  - Jim Goddard pentru Shanghai Surprise
  - Willard Huyck pentru Howard the Duck
  - Stephen King pentru Maximum Overdrive
  - Michelle Manning pentru Blue City
- 1987 Norman Mailer pentru Tough Guys Don't Dance (împărțit)
- 1987 Elaine May pentru Ishtar (împărțit)
  - James Foley pentru Who's That Girl?
  - Joseph Sargent pentru Jaws: The Revenge
  - Paul Weiland pentru Leonard Part 6
- 1988 Blake Edwards pentru Sunset (împărțit)
- 1988 Stewart Raffill pentru Mac and Me (împărțit)
  - Michael Dinner pentru Hot to Trot
  - Roger Donaldson pentru Cocktail
  - Peter MacDonald pentru Rambo III
- 1989 William Shatner pentru Star Trek V: The Final Frontier
  - John G. Avildsen pentru The Karate Kid, Part III
  - Jim Drake pentru Speed Zone!
  - Rowdy Herrington pentru Road House
  - Eddie Murphy pentru Harlem Nights

### Anii 1990
- 1990 John Derek pentru Ghosts Can't Do It
  - John G. Avildsen pentru Rocky V
  - Brian De Palma pentru The Bonfire of the Vanities
  - Renny Harlin pentru The Adventures of Ford Fairlane
  - Prince pentru Graffiti Bridge
- 1991 Michael Lehmann pentru Hudson Hawk
  - Dan Aykroyd pentru Nothing but Trouble
  - William A. Graham pentru Return to the Blue Lagoon
  - David Kellogg pentru Cool as Ice
  - John Landis pentru Oscar
- 1992 David Seltzer for Shining Through
  - Danny DeVito pentru Hoffa
  - John Glen pentru Christopher Columbus: The Discovery
  - Barry Levinson pentru Toys
  - Kenny Ortega pentru Newsies
- 1993 Jennifer Lynch pentru Boxing Helena
  - Uli Edel pentru Body of Evidence
  - Adrian Lyne pentru Indecent Proposal
  - John McTiernan pentru Last Action Hero
  - Phillip Noyce pentru Sliver
- 1994 Steven Seagal pentru On Deadly Ground
  - Lawrence Kasdan pentru Wyatt Earp
  - John Landis pentru Beverly Hills Cop III
  - Rob Reiner pentru North
  - Richard Rush pentru Color of Night
- 1995 Paul Verhoeven pentru Showgirls (premiu acceptat personal)
  - Renny Harlin pentru Cutthroat Island
  - Roland Joffé pentru The Scarlet Letter
  - Frank Marshall pentru Congo
  - Kevin Reynolds & Kevin Costner pentru Waterworld
- 1996 Andrew Bergman pentru Striptease
  - John Frankenheimer pentru The Island of Dr. Moreau
  - Stephen Frears pentru Mary Reilly
  - John Landis pentru The Stupids
  - Brian Levant pentru Jingle All the Way
- 1997 Kevin Costner pentru The Postman
  - Jan de Bont pentru Speed 2: Cruise Control
  - Luis Llosa pentru Anaconda
  - Joel Schumacher pentru Batman & Robin
  - Oliver Stone pentru U Turn
- 1998 Gus Van Sant pentru Psycho
  - Michael Bay pentru Armageddon
  - Jeremiah S. Chechik pentru The Avengers
  - Roland Emmerich pentru Godzilla
  - Alan Smithee (cunoscut și ca Arthur Hiller) pentru An Alan Smithee Film: Burn Hollywood Burn
- 1999 Barry Sonnenfeld pentru Wild Wild West
  - Jan de Bont pentru The Haunting
  - Dennis Dugan pentru Big Daddy
  - Peter Hyams pentru End of Days
  - George Lucas pentru Star Wars Episode I: The Phantom Menace

### Anii 2000
- 2000 Roger Christian pentru Battlefield Earth
  - Joe Berlinger pentru Book of Shadows: Blair Witch 2
  - Steven Brill pentru Little Nicky
  - Brian De Palma pentru Mission to Mars
  - John Schlesinger pentru The Next Best Thing
- 2001 Tom Green pentru Freddy Got Fingered (premiu acceptat personal) 
  - Michael Bay pentru Pearl Harbor
  - Peter Chelsom (cu Warren Beatty) pentru Town & Country
  - Vondie Curtis-Hall pentru Glitter
  - Renny Harlin pentru Driven
- 2002 Guy Ritchie pentru Swept Away
  - Roberto Benigni pentru Pinocchio
  - Tamra Davis pentru Crossroads
  - George Lucas pentru Star Wars Episode II: Attack of the Clones
  - Ron Underwood pentru The Adventures of Pluto Nash
- 2003 Martin Brest pentru Gigli
  - Robert Iscove pentru From Justin to Kelly
  - Mort Nathan pentru Boat Trip
  - The Wachowski brothers pentru The Matrix Reloaded / The Matrix Revolutions
  - Bo Welch pentru The Cat in the Hat
- 2004 Pitof pentru Catwoman
  - Bob Clark pentru SuperBabies: Baby Geniuses 2
  - Renny Harlin și/sau Paul Schrader pentru Exorcist: The Beginning
  - Oliver Stone pentru Alexander
  - Keenen Ivory Wayans pentru White Chicks
- 2005 John Mallory Asher pentru Dirty Love
  - Uwe Boll pentru Alone in the Dark
  - Jay Chandrasekhar pentru The Dukes of Hazzard
  - Nora Ephron pentru Bewitched
  - Lawrence Guterman pentru Son of the Mask
- 2006 M. Night Shyamalan pentru Lady in the Water
  - Uwe Boll pentru BloodRayne
  - Michael Caton-Jones pentru Basic Instinct 2
  - Ron Howard pentru The Da Vinci Code
  - Keenen Ivory Wayans pentru Little Man
- 2007 Chris Sivertson for I Know Who Killed Me
  - Dennis Dugan pentru I Now Pronounce You Chuck and Larry
  - Roland Joffé pentru Captivity
  - Brian Robbins pentru Norbit
  - Fred Savage pentru Daddy Day Camp
- 2008 Uwe Boll pentru 1968 Tunnel Rats / In the Name of the King: A Dungeon Siege Tale / Postal
  - Jason Friedberg and Aaron Seltzer pentru Disaster Movie / Meet the Spartans
  - Tom Putnam pentru The Hottie and the Nottie
  - Marco Schnabel pentru The Love Guru
  - M. Night Shyamalan pentru The Happening
- 2009 Michael Bay pentru Transformers: Revenge of the Fallen
  - Walt Becker pentru Old Dogs
  - Brad Silberling pentru Land of the Lost
  - Stephen Sommers pentru G.I. Joe: The Rise of Cobra
  - Phil Traill pentru All About Steve

### Anii 2010
- 2010 M. Night Shyamalan pentru The Last Airbender
  - Jason Friedberg and Aaron Seltzer pentru Vampires Suck
  - Michael Patrick King pentru Sex and the City 2
  - David Slade pentru The Twilight Saga: Eclipse
  - Sylvester Stallone pentru The Expendables

- 2011 Dennis Dugan pentru Jack and Jill / Just Go with It
  - Michael Bay pentru Transformers: Dark of the Moon
  - Tom Brady pentru Bucky Larson: Born to Be a Star
  - Bill Condon pentru The Twilight Saga: Breaking Dawn – Part 1
  - Garry Marshall pentru New Year's Eve

- 2012 Bill Condon pentru The Twilight Saga: Breaking Dawn - Part 2
  - Sean Anders pentru That's My Boy
  - Peter Berg pentru Battleship
  - Tyler Perry pentru Good Deeds / Madea's Witness Protection
  - John Putch pentru Atlas Shrugged: Part II

- 2013 Elizabeth Banks, Steven Brill, Steve Carr, Rusty Cundieff, James Duffy, Griffin Dunne, Peter Farrelly, Patrik Forsberg, Will Graham, James Gunn, Bob Odenkirk, Brett Ratner & Jonathan van Tulleken pentru Movie 43
  - Dennis Dugan pentru Grown Ups 2
  - Tyler Perry pentru A Madea Christmas / Temptation: Confessions of a Marriage Counselor
  - M. Night Shyamalan pentru After Earth
  - Gore Verbinski pentru The Lone Ranger

- 2014 Michael Bay pentru Transformers: Age of Extinction
  - Darren Doane pentru Saving Christmas
  - Renny Harlin pentru The Legend of Hercules
  - Jonathan Liebesman pentru  Teenage Mutant Ninja Turtles
  - Seth MacFarlane pentru A Million Ways to Die in the West

- 2015 Josh Trank (& Alan Smithee?) pentru Fantastic Four
  - Andy Fickman pentru Paul Blart: Mall Cop 2
  - Tom Six pentru The Human Centipede 3 (Final Sequence)
  - Sam Taylor-Johnson pentru Fifty Shades of Grey
  - The Wachowskis pentru Jupiter Ascending

- 2016 Dinesh D'Souza și Bruce Schooley pentru  Hillary's America: The Secret History of the Democratic Party
  - Roland Emmerich pentru Independence Day: Resurgence
  - Tyler Perry pentru Boo! A Madea Halloween
  - Alex Proyas pentru Gods of Egypt
  - Zack Snyder pentru Batman v Superman: Dawn of Justice
  - Ben Stiller pentru Zoolander 2

- 2017 Tony Leondis pentru The Emoji Movie[1]
  - Darren Aronofsky pentru Mother!
  - Michael Bay pentru Transformers: The Last Knight
  - James Foley pentru Fifty Shades Darker
  - Alex Kurtzman pentru The Mummy

- 2018 Etan Cohen pentru Holmes & Watson[2]
  - Kevin Connolly pentru Gotti
  - James Foley pentru Fifty Shades Freed
  - Brian Henson pentru The Happytime Murders
  - The Spierig Brothers pentru Winchester

- 2019 Tom Hooper pentru Cats[3]
  - Fred Durst pentru The Fanatic
  - James Franco pentru Zeroville
  - Adrian Grunberg pentru Rambo: Last Blood
  - Neil Marshall pentru Hellboy

### Anii 2020
- 2020 Sia pentru Music[4]
  - Charles Band pentru Corona Zombies
  - Charles Band pentru Barbie & Kendra Save the Tiger King
  - Charles Band pentru Barbie & Kendra Storm Area 51
  - Barbara Białowąs and Tomasz Mandes pentru 365 Days
  - Stephen Gaghan pentru Dolittle
  - Ron Howard pentru Hillbilly Elegy

- 2021 Christopher Ashley pentru Diana the Musical
  - Stephen Chbosky pentru Dear Evan Hansen
  - Coke Daniels pentru Karen
  - Renny Harlin pentru The Misfits
  - Joe Wright pentru The Woman in the Window

- 2022 Machine Gun Kelly și Mod Sun pentru Good Mourning[5]
  - Judd Apatow pentru The Bubble
  - Andrew Dominik pentru Blonde
  - Daniel Espinosa pentru Morbius
  - Robert Zemeckis pentru Disney's Pinocchio

- 2023 Rhys Frake-Waterfield pentru Winnie-the-Pooh: Blood and Honey
  - David Gordon Green pentru The Exorcist: Believer
  - Peyton Reed pentru Ant-Man and the Wasp: Quantumania
  - Scott Waugh pentru Expend4bles
  - Ben Wheatley pentru Meg 2: The Trench

- 2024 Francis Ford Coppola – Megalopolis
  - S. J. Clarkson – Madame Web
  - Todd Phillips – Joker: Folie à Deux
  - Eli Roth – Borderlands
  - Jerry Seinfeld – Unfrosted

## Cele mai multe premii câștigate
2 câștigate
- Michael Bay
- John Derek
- M. Night Shyamalan

## Cele mai multe nominalizări
6 nominalizări
- Michael Bay
- Renny Harlin

5 nominalizări
- Brian De Palma

4 nominalizări
- Dennis Dugan
- M. Night Shyamalan

3 nominalizări
- John G. Avildsen
- Uwe Boll
- John Derek
- James Foley
- John Landis
- Hal Needham
- Tyler Perry

2 nominalizări
- Steven Brill
- Michael Cimino
- Bob Clark
- Bill Condon
- Kevin Costner
- Jan de Bont
- Blake Edwards
- Roland Emmerich
- Jason Friedberg
- Ron Howard
- Roland Joffé
- George Lucas
- Prince
- Aaron Seltzer
- Sylvester Stallone
- Oliver Stone
- Lana Wachowski
- Lilly Wachowski
- Keenen Ivory Wayans

## Legături externe
- Golden Raspberry official website
- Razzie Awards page on the Internet Movie Database